# Championnat international de Formule 3000 2004
Navigation
2003 2005 (GP2 Series)
Le championnat international de F3000 2004 a été remporté par l'Italien Vitantonio Liuzzi sur une monoplace de l'écurie Arden. Il s'agit de la dernière saison du championnat, remplacé par les GP2 Series dès 2005.

## Pilotes et écuries
| Écurie              | #  | Pilote                  | Courses |
| ------------------- | -- | ----------------------- | ------- |
| Arden International | 1  | Vitantonio Liuzzi       | Tous    |
| Arden International | 2  | Robert Doornbos         | Tous    |
| CMS Performance     | 3  | José María López        | Tous    |
| CMS Performance     | 4  | Mathias Lauda           | Tous    |
| Durango Corse       | 5  | Yannick Schroeder       | 1-8     |
| Durango Corse       | 5  | Matteo Meneghello       | 9       |
| Durango Corse       | 5  | Michele Rugolo          | 10      |
| Durango Corse       | 6  | Rodrigo Ribeiro         | 1-4     |
| Durango Corse       | 6  | Ernesto Viso            | 5-10    |
| Coloni Motorsport   | 7  | Jeffrey van Hooydonk    | 1-4     |
| Coloni Motorsport   | 7  | Patrick Friesacher      | 5-10    |
| Coloni Motorsport   | 8  | Can Artam               | 1-5, 7  |
| Coloni Motorsport   | 8  | Chanoch Nissany         | 8-10    |
| Super Nova Racing   | 9  | Patrick Friesacher      | 1-4     |
| Super Nova Racing   | 9  | Jeffrey van Hooydonk    | 5-10    |
| Super Nova Racing   | 10 | Alan van der Merwe      | 1-7     |
| Super Nova Racing   | 10 | Can Artam               | 8-10    |
| Team Astromega      | 11 | Nico Verdonck (en)      | 1-9     |
| Team Astromega      | 11 | Raffaele Giammaria (en) | 10      |
| Team Astromega      | 12 | Jan Heylen              | 1-4     |
| Team Astromega      | 12 | Olivier Tielemans       | 6-10    |
| BCN F3000           | 14 | Enrico Toccacelo        | Tous    |
| BCN F3000           | 15 | Esteban Guerrieri       | Tous    |
| Ma-Con Engineering  | 16 | Tomáš Enge              | Tous    |
| Ma-Con Engineering  | 17 | Tony Schmidt            | Tous    |
| AEZ Racing          | 18 | Raffaele Giammaria (en) | 1-8     |
| AEZ Racing          | 18 | Matteo Grassotto        | 9-10    |
| AEZ Racing          | 19 | Ferdinando Monfardini   | Tous    |

Tous les pilotes engagés disputent le championnat au volant d'un châssis Lola B02/50, équipés d'un moteur Zytek-Judd KV et de pneumatiques Avon.

## Règlement sportif
- L'attribution des points s'effectue selon le barème 10,8,6,4,3,2,1.

## Courses de la saison 2004
| Date         | Lieu              | Vainqueur          | Nationalité | Equipe |
| 24 avril     | Imola             | Vitantonio Liuzzi  | Italie      | Arden  |
| 8 mai        | Barcelone         | Vitantonio Liuzzi  | Italie      | Arden  |
| 22 mai       | Monaco            | Vitantonio Liuzzi  | Italie      | Arden  |
| 29 mai       | Nurburgring       | Enrico Toccacelo   | Italie      | BCN    |
| 3 juillet    | Magny-Cours       | Vitantonio Liuzzi  | Italie      | Arden  |
| 10 juillet   | Silverstone       | Vitantonio Liuzzi  | Italie      | Arden  |
| 24 juillet   | Hockenheim        | Vitantonio Liuzzi  | Italie      | Arden  |
| 14 août      | Budapest          | Patrick Friesacher | Autriche    | Coloni |
| 28 août      | Spa-Francorchamps | Robert Doornbos    | Pays-Bas    | Arden  |
| 11 septembre | Monza             | Vitantonio Liuzzi  | Italie      | Arden  |

## Classement des pilotes
| Classement | Pilote                  | Pays               | Equipe            | Nombre de points |
| ---------- | ----------------------- | ------------------ | ----------------- | ---------------- |
| 1er        | Vitantonio Liuzzi       | Italie             | Arden             | 86               |
| 2e         | Enrico Toccacelo        | Italie             | BCN               | 56               |
| 3e         | Robert Doornbos         | Pays-Bas           | Arden             | 44               |
| 4e         | Tomáš Enge              | République tchèque | Ma-Con            | 38               |
| 5e         | Patrick Friesacher      | Autriche           | Super Nova Coloni | 33               |
| 6e         | José María López        | Argentine          | Coloni            | 28               |
| 7e         | Esteban Guerrieri       | Argentine          | BCN               | 28               |
| 8e         | Raffaele Giammaria (en) | Italie             | Durango Astromega | 27               |
| 9e         | Yannick Schroeder       | France             | Durango           | 13               |
| 10e        | Tony Schmidt            | Allemagne          | Ma-Con            | 11               |
| 11e        | Jeffrey van Hooydonk    | Belgique           | Coloni Super Nova | 8                |
| 12e        | Ernesto Viso            | Venezuela          | Durango           | 7                |
| 13e        | Mathias Lauda           | Autriche           | Coloni            | 5                |
| 14e        | Alan van der Merwe      | Afrique du Sud     | Super Nova        | 2                |
| 15e        | Rodrigo Ribeiro         | Brésil             | Durango           | 1                |
| 15e        | Jan Heylen              | Belgique           | Astromega         | 1                |
| 15e        | Nico Verdonck (en)      | Belgique           | Astromega         | 1                |
| 15e        | Matteo Grassotto        | Italie             | Durango           | 1                |